# Батман и Мистър Фрийз: Под нулата
„Батман и Мистър Фрийз: Под нулата“ (на английски: Batman & Mr. Freeze: SubZero) е анимационен филм, продължение на „Батман: Анимационният сериал“.

## Сюжет
Във филма е използвана трагичната история на Мистър Фрийз, който намира доктор Грегъри Белсън, за да излекува жена му, като обещава, че ще му даде злато. Но, за да извърши трансплантация на органите, му е нужна Барбара Гордън – дъщерята на комисар Джеймс Гордън. Мистър Фрийз я отвлича по време на бал.